# Nogometni klub Čakovec
Il Nogometni klub Čakovec, conosciuto semplicemente come Čakovec, è una squadra di calcio di Čakovec, una cittadina  nella regione del Međimurje (Croazia).

## Storia
La squadra viene fondata nel 1920 come Čakovečki športski klub (club sportivo di Čakovec) e compete nei campionati regionali durante il regno di Jugoslavia. In questo periodo il trionfo più importante è la vittoria del campionato della Banovina della Drava.
Durante la seconda guerra mondiale Čakovec viene occupata dall'Ungheria e così la squadra milita nei campionati magiari fino alla liberazione, nel 1945. Dopo la guerra cambia il nome in NK Jedinstvo Čakovec (F.C. Unità Čakovec) ed utilizza questo nome per quasi due decenni. Ad inizio anni '60 viene comprato dalla MTČ, compagnia manifatturiera, e diviene MTČ Čakovec. Nel 1983 si fonde con lo NK Sloga Čakovec, al tempo l'unica altra squadra della cittadina, e cambia il nome in MTČ-Sloga Čakovec. Questa unione dura fino al 1987 e per pochi anni riprende il nome MTČ Čakovec. Negli anni della Jugoslavia socialista il successo più importante è il raggiungimento degli ottavi nella coppa nazionale (2 volte: 1949 e 1952).
Con l'indipendenza della Croazia diventa NK Čakovec e viene inserito in terza divisione: vari anni di sali-scendi e nel 2000 arriva finalmente la promozione in Prva liga. Nel frattempo aveva disputato, a metà anni '90, tre stagioni come NK Čakovec Union, dal nome dello sponsor del momento.
Con l'arrivo in prima divisione, il Čakovec assume l'ex allenatore della Dinamo Zagabria Ilija Lončarević insieme a vari altri giocatori di buon livello per rinforzare la squadra. La salvezza viene raggiunta solo nella prima stagione ma non nella seconda: a causa di ciò molti di questi lasciano il club, alcuni poi firmano per il Međimurje, una squadra concittadina nata nell'estate 2003 e che gioca nello stesso stadio del NK Čakovec.
Dopo questa retrocessione il Čakovec disputa ancora qualche stagione in Druga liga, dopodiché dal 2008 in poi fa la spola fra terza e quarta divisione. Nel 2014, dopo una retrocessione, cambia il nome in NK Archea Čakovec, ma i grossi problemi finanziari non trovano soluzione e così il club non riesce a completare il campionato. I dirigenti pensano di prendere un "anno sabbatico" (la stagione 2015-16), ma le casse languono ancora e da allora la società diviene di puro settore giovanile.

### Riepilogo nomi
- 1920: ČŠK
- 1945: NK Jedinstvo Čakovec
- 1960: MTČ Čakovec
- 1983: MTČ-Sloga Čakovec
- 1987: MTČ Čakovec
- 1991: NK Čakovec Patrick
- 1994: NK Čakovec Union
- 1997: NK Čakovec
- 2014: NK Archea Čakovec

## Cronistoria
| Stagione             | Campionato                                                            | Campionato           | Campionato           | Campionato                                        | Coppa               |
| Stagione             | Categoria                                                             | Liv.                 | Posizione            | Verdetti                                          | Coppa               |
| -------------------- | --------------------------------------------------------------------- | -------------------- | -------------------- | ------------------------------------------------- | ------------------- |
| CAMPIONATI JUGOSLAVI | CAMPIONATI JUGOSLAVI                                                  | CAMPIONATI JUGOSLAVI | CAMPIONATI JUGOSLAVI | CAMPIONATI JUGOSLAVI                              | Coppa di Jugoslavia |
| 1947–48              | I zona prvenstva Hrvatske                                             | III                  | 2º su 6              | Partecipa come Jedinstvo Čakovec                  | 1º turno            |
| 1948–49              | I zona centra Varaždin                                                | IV                   | 3º su 6              |                                                   | Ottavi              |
| 1950                 | ???                                                                   |                      | ???                  |                                                   |                     |
| 1951                 | Hrvatska liga Nord                                                    | III                  | 9º su 11             |                                                   |                     |
| 1952                 | Zagreb Pokrajina                                                      | II                   | 5º su 10             |                                                   | Ottavi              |
| 1952–53              | Zagreb Pokrajina                                                      | III                  | 3º su 10             |                                                   |                     |
| 1953–54              | ???                                                                   |                      |                      |                                                   |                     |
| 1954–55              | Podsavezna liga Varaždin                                              | IV                   | 1º su 10             |                                                   |                     |
| 1955–56              | ???                                                                   |                      |                      |                                                   |                     |
| 1956–57              | ???                                                                   |                      |                      |                                                   |                     |
| 1957–58              | Liga Maribor-Varaždin-Celje                                           | III                  | 4º su 12             |                                                   |                     |
| 1958–59              | III B zona Hrvatske - Podsavez Varaždin                               | III                  | 5º su 12             |                                                   |                     |
| 1959–60              | III B zona Hrvatske                                                   | III                  | 4º su 12             |                                                   |                     |
| 1960–61              | III zona Hrvatske                                                     | III                  | 9º su 12             | Cambia il nome in MTČ Čakovec                     |                     |
| 1961–62              | III B zona Hrvatske                                                   | III                  | 4º su 12             |                                                   |                     |
| 1962–63              | Zagrebačka zona                                                       | III                  | 4º su 16             |                                                   |                     |
| 1963–64              | Zagrebačka zona                                                       | III                  | 3º su 16             |                                                   |                     |
| 1964–65              | ???                                                                   |                      |                      |                                                   |                     |
| 1965–66              | Zagrebačka zona                                                       | III                  | 3º su 14             |                                                   |                     |
| 1966–67              | Zagrebačka zona                                                       | III                  | 4º su 14             |                                                   |                     |
| 1967–68              | Zagrebačka zona                                                       | III                  | 5º su 14             |                                                   |                     |
| 1968–69              | Zagrebačka zona                                                       | III                  | 7º su 14             |                                                   |                     |
| 1969–70              | Zagrebačka zona                                                       | III                  | 4º su 14             |                                                   |                     |
| 1970–71              | Zagrebačka zona                                                       | III                  | 14º su 14            |                                                   |                     |
| 1971–72              | ???                                                                   |                      |                      |                                                   |                     |
| 1972–73              | Zagrebačka zona                                                       | III                  | 8º su 16             |                                                   |                     |
| 1973–74              | Zagrebačka zona                                                       | IV                   | 3º su 16             |                                                   |                     |
| 1974–75              | ???                                                                   |                      |                      |                                                   |                     |
| 1975–76              | Zagrebačka zona Nord                                                  | IV                   | 2º su 14             |                                                   |                     |
| 1976–77              | Zagrebačka zona Nord                                                  | IV                   | 1º su 14             |                                                   |                     |
| 1977–78              | Hrvatska liga Nord                                                    | III                  | 7º su 14             |                                                   |                     |
| 1978–79              | Hrvatska liga Nord                                                    | III                  | 9º su 14             |                                                   |                     |
| 1979–80              | Liga Zagrebačke regije                                                | IV                   | 2º su 14             |                                                   |                     |
| 1980–81              | Liga Zagrebačke regije                                                | IV                   | 3º su 14             |                                                   |                     |
| 1981–82              | Liga Zagrebačke regije                                                | IV                   | 9º su 14             |                                                   |                     |
| 1982–83              | Liga Zagrebačke regije                                                | IV                   | 10º su 16            |                                                   |                     |
| 1983–84              | Hrvatska liga Nord                                                    | III                  | 1º su 14             | Si fonde con lo Sloga e diviene MTČ-Sloga Čakovec |                     |
| 1984–85              | Hrvatska liga Nord                                                    | III                  | 6º su 14             |                                                   |                     |
| 1985–86              | Hrvatska liga Nord Archiviato l'8 maggio 2019 in Internet Archive.    | III                  | 14º su 14            |                                                   |                     |
| 1986–87              | III. regionalna liga Varaždin                                         | IV                   | 5º su 14             | Fine della collaborazione, ridiventa MTČ Čakovec  |                     |
| 1987–88              | ???                                                                   |                      |                      |                                                   |                     |
| 1988–89              | Hrvatska liga Nord                                                    | IV                   | 5º su 16             |                                                   |                     |
| 1989–90              | Hrvatska liga Nord                                                    | IV                   | 13º su 16            |                                                   |                     |
| 1990–91              | Hrvatska liga Nord Archiviato il 1º ottobre 2018 in Internet Archive. | IV                   | 12º su 16            | Abbandona il sistema calcistico jugoslavo         |                     |
| CAMPIONATI CROATI    | CAMPIONATI CROATI                                                     | CAMPIONATI CROATI    | CAMPIONATI CROATI    | CAMPIONATI CROATI                                 | Coppa di Croazia    |
| 1992                 | 3. HNL Nord "A"                                                       | II                   | 5º su 8              | Ammesso in 2. HNL                                 |                     |
| 1992–93              | 2. HNL Nord                                                           | II                   | 15º su 16            | Retrocesso in 3. HNL                              | 16esimi             |
| 1993–94              | 3. HNL Nord                                                           | III                  | 3º su 16             | Promosso in 2. HNL                                |                     |
| 1994–95              | 2. HNL Nord                                                           | II                   | 5º su 16             |                                                   |                     |
| 1995–96              | 2. HNL Nord                                                           | III                  | 4º su 16             | Passa in 1. HNL "B"                               | 16esimi             |
| 1996–97              | 1. HNL "B"                                                            | II                   | 8º su 16             | Passa in 2. HNL                                   |                     |
| 1997–98              | 2. HNL Nord                                                           | II                   | 1º su 16             | Perde gli spareggi-promozione                     |                     |
| 1998–99              | 2. HNL                                                                | II                   | 4º su 19             |                                                   | Quarti              |
| 1999–00              | 2. HNL                                                                | II                   | 2º su 17             | Promosso in 1. HNL                                | Preliminare         |
| 2000–01              | 1. HNL                                                                | I                    | 8º su 12             |                                                   | Ottavi              |
| 2001–02              | 1. HNL                                                                | I                    | 14º su 16            | Retrocede in 2. HNL                               |                     |
| 2002–03              | 2. HNL Nord/Est                                                       | II                   | 3º su 12             |                                                   |                     |
| 2003–04              | 2. HNL Nord                                                           | II                   | 10º su 12            |                                                   | Preliminare         |
| 2004–05              | 2. HNL Nord                                                           | II                   | 3º su 12             |                                                   |                     |
| 2005–06              | 2. HNL Nord                                                           | II                   | 8º su 12             |                                                   | 16esimi             |
| 2006–07              | 2. HNL                                                                | II                   | 16º su 16            | Retrocesso in 3. HNL                              |                     |
| 2007–08              | 3. HNL Est                                                            | III                  | 14º su 18            | Retrocesso in 4. HNL                              |                     |
| 2008–09              | 4. HNL Nord "A"                                                       | IV                   | 5º su 14             |                                                   |                     |
| 2009–10              | 4. HNL Nord "A"                                                       | IV                   | 2º su 14             |                                                   |                     |
| 2010–11              | 4. HNL Nord "A"                                                       | IV                   | 6º su 14             | Ammesso in 3. HNL                                 |                     |
| 2011–12              | 3. HNL Nord                                                           | III                  | 9º su 16             |                                                   |                     |
| 2012–13              | 3. HNL Nord                                                           | III                  | 15º su 16            |                                                   |                     |
| 2013–14              | 3. HNL Nord                                                           | III                  | 16º su 16            | Retrocede in 4. HNL                               |                     |
| 2014–15              | MŽNL Čakovec-Varaždin                                                 | IV                   | 18º su 18            | Ritirato dopo 7 giornate                          |                     |

## Stadio
Il NK Čakovec ha disputato le partite interne (dal 1987 al 2014) allo Stadion Sportsko-rekreacijskoga centra Mladost (stadio sportivo ricreativo centro della gioventù), un impianto polifunzionale. Ha una capienza di circa 8000 posti, di cui 5000 (di cui 1500 nella tribuna principale) a sedere. È stato costruito per le Universiadi del 1987 ed è utilizzato anche dal Međimurje.

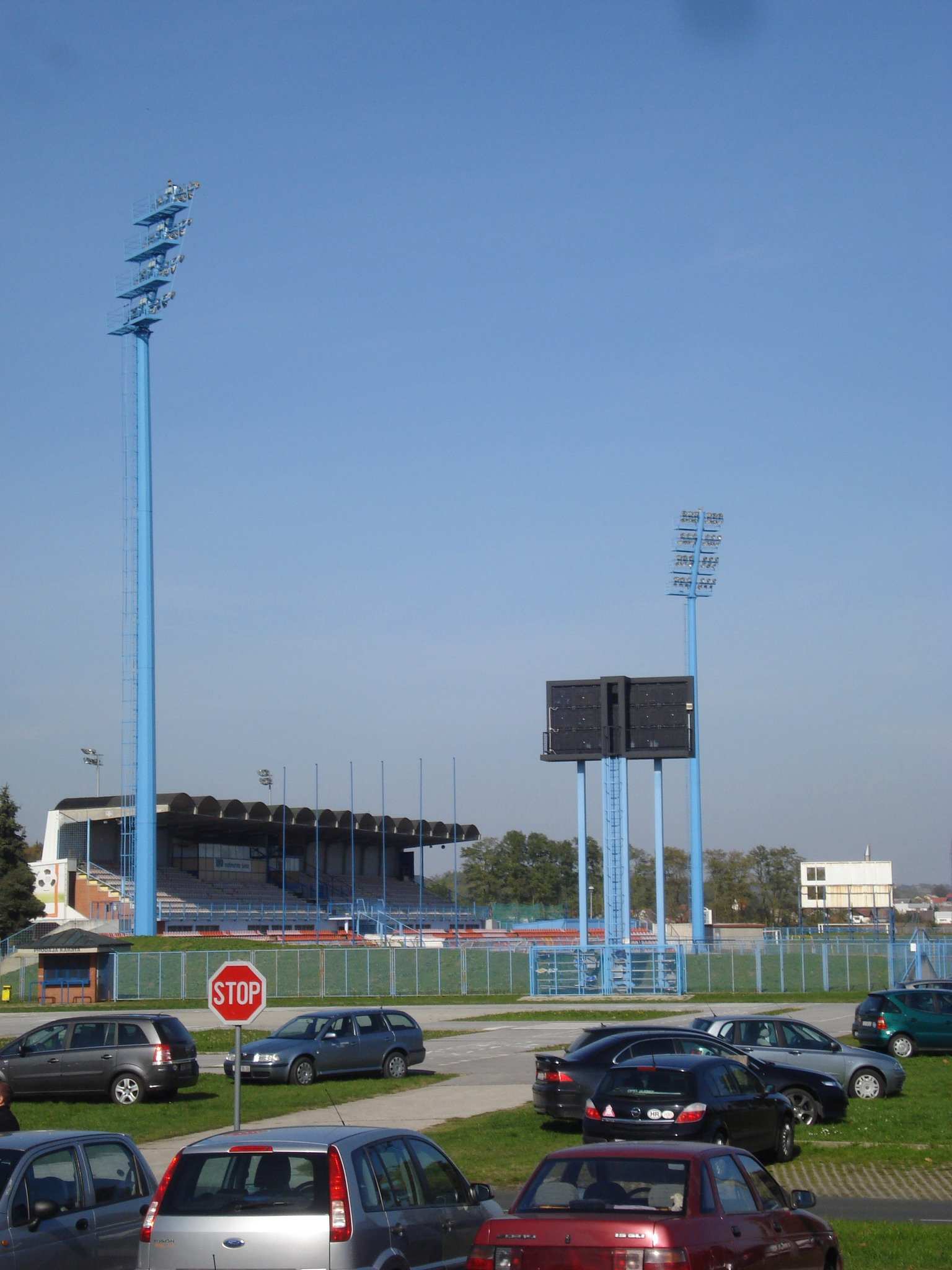
Tribuna
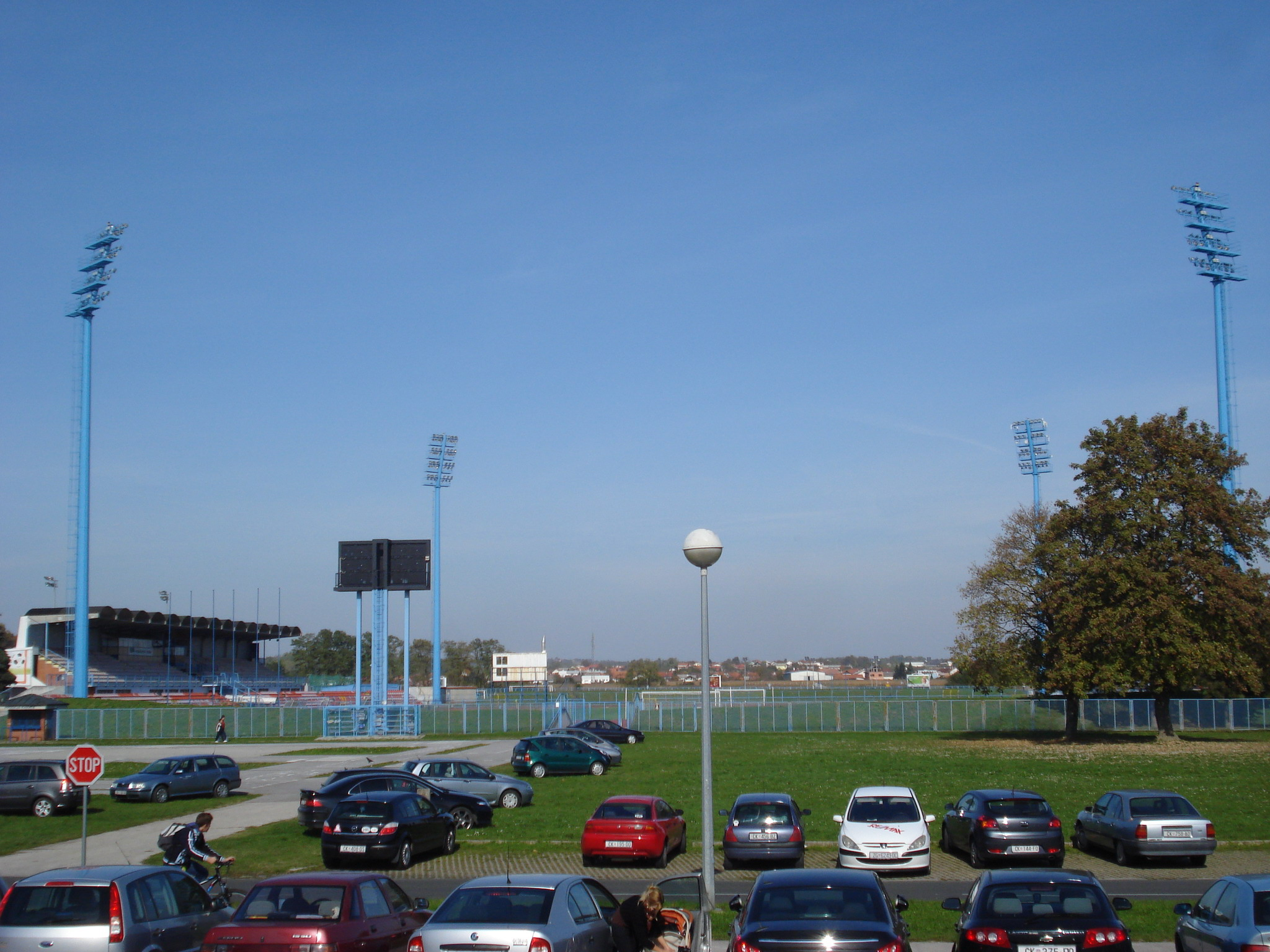
Riflettori

## Giocatori di rilievo
- Danijel Štefulj
- Srećko Bogdan
- Robert Jarni
- Dario Jertec
- Nikola Pokrivač

## Palmarès

### Competizioni nazionali
- Hrvatska republička liga: 1

1983-1984 (girone Nord)
- Druga hrvatska nogometna liga: 1

1998 (Nord)

### Competizioni regionali
- Ljubljanska nogometna podzveza: 1

1937-1938

### Altri piazzamenti
- Druga hrvatska nogometna liga:

Secondo posto: 2004-2005